# Chionaema tripuncta
Chionaema tripuncta är en fjärilsart som beskrevs av De Toulgoët 1980. Chionaema tripuncta ingår i släktet Chionaema och familjen björnspinnare. Inga underarter finns listade i Catalogue of Life.